# Prepona smithi
Prepona smithi är en fjärilsart som beskrevs av Le Moult 1932. Prepona smithi ingår i släktet Prepona och familjen praktfjärilar. Inga underarter finns listade i Catalogue of Life.